# Xã Saratoga, Quận Holt, Nebraska
Xã Saratoga (tiếng Anh: Saratoga Township) là một xã thuộc quận Holt, tiểu bang Nebraska, Hoa Kỳ. Năm 2010, dân số của xã này là 57 người.